# Trisvetskaya Sloboda
 (octobre 2019).
Trisvetskaya Sloboda (ukrainien : Трисвятська Слобода; dans les années 1923-2016 - Sloboda Soviétique) est un village d'Ukraine situé dans le district de Tchernihiv, dans la région de Tchernihiv. La population est de 1042 personnes. L’organe autonome local est le conseil du village de Triswyatska Sloboda. Adresse postale: 15505, région de Tchernihiv, district de Tchernihiv, village. Trisvyatska Sloboda, vul. Volgogradskaya, 18a. Outre le Trisvyatskaya Sloboda, le village de Trivyatskaya Sloboda est subordonné au village de Pavlika.

## Galerie

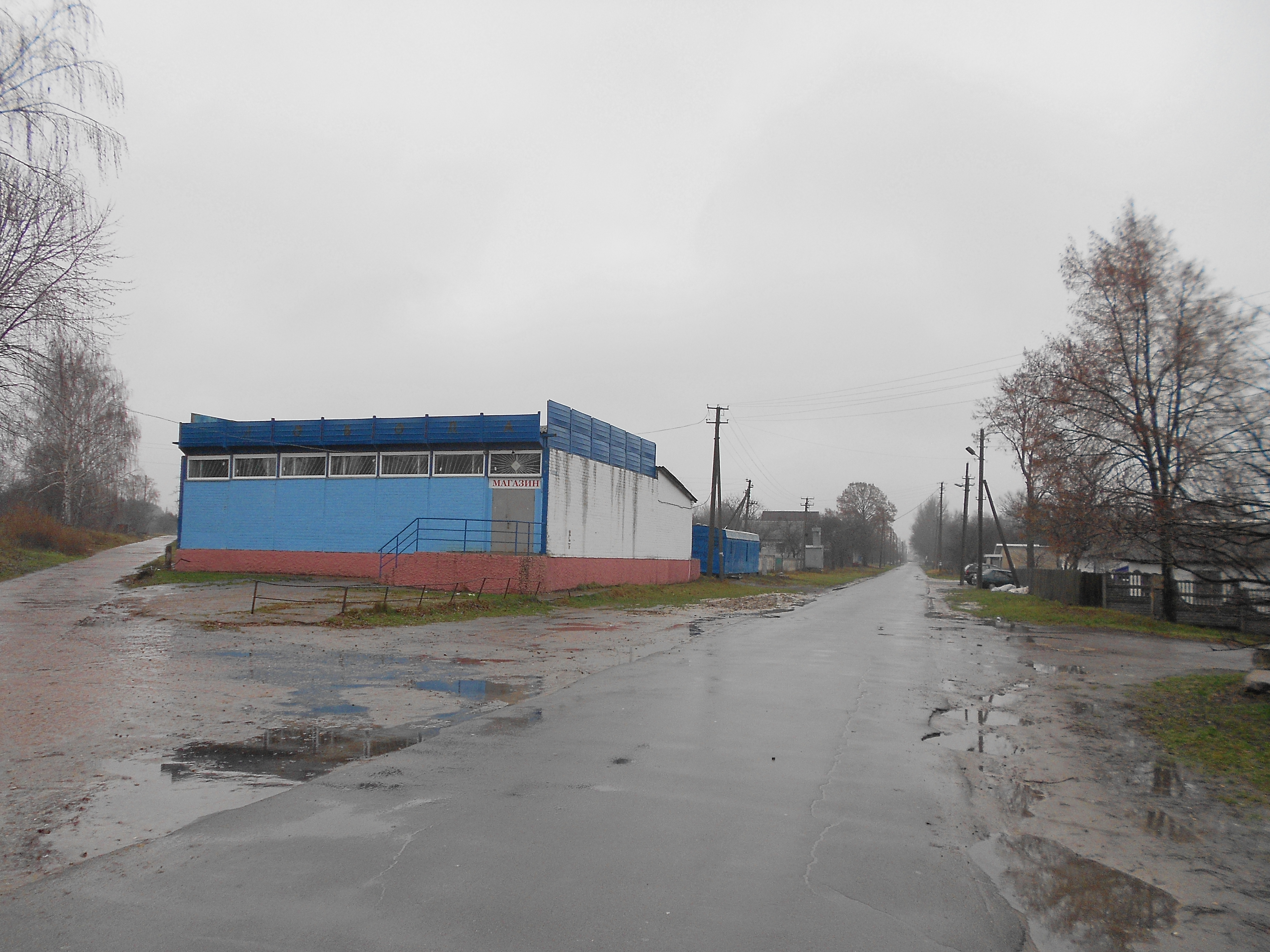
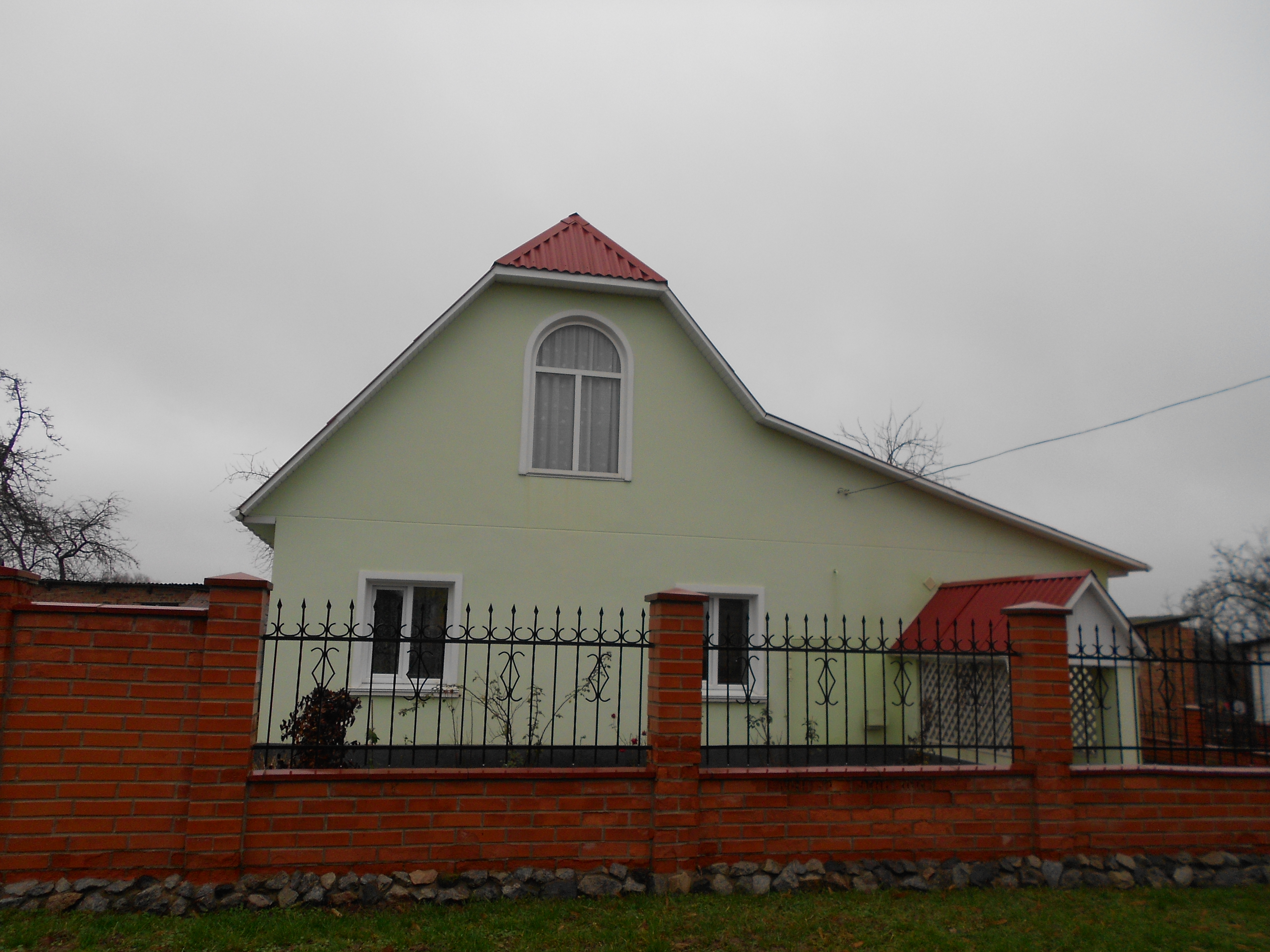
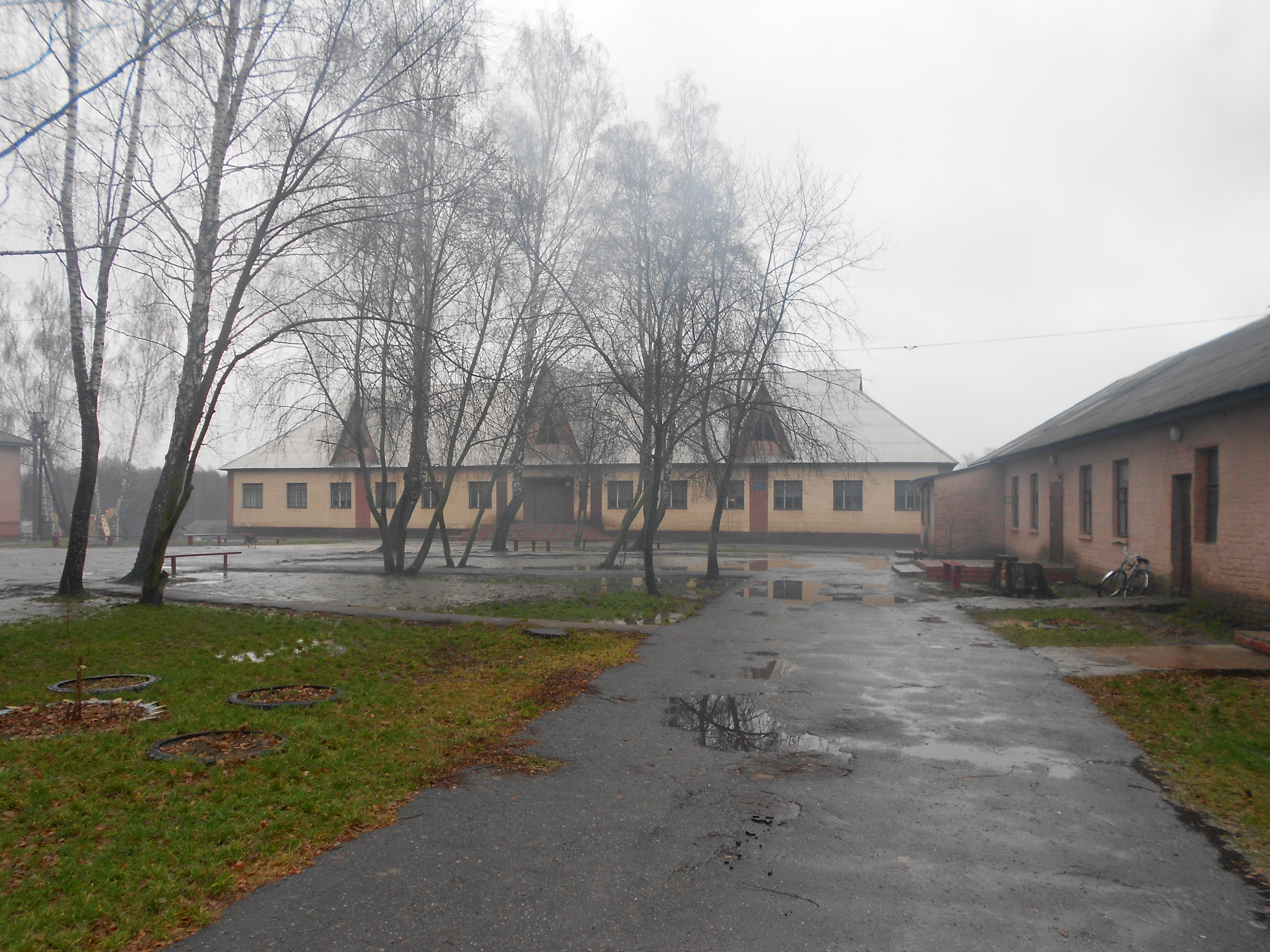
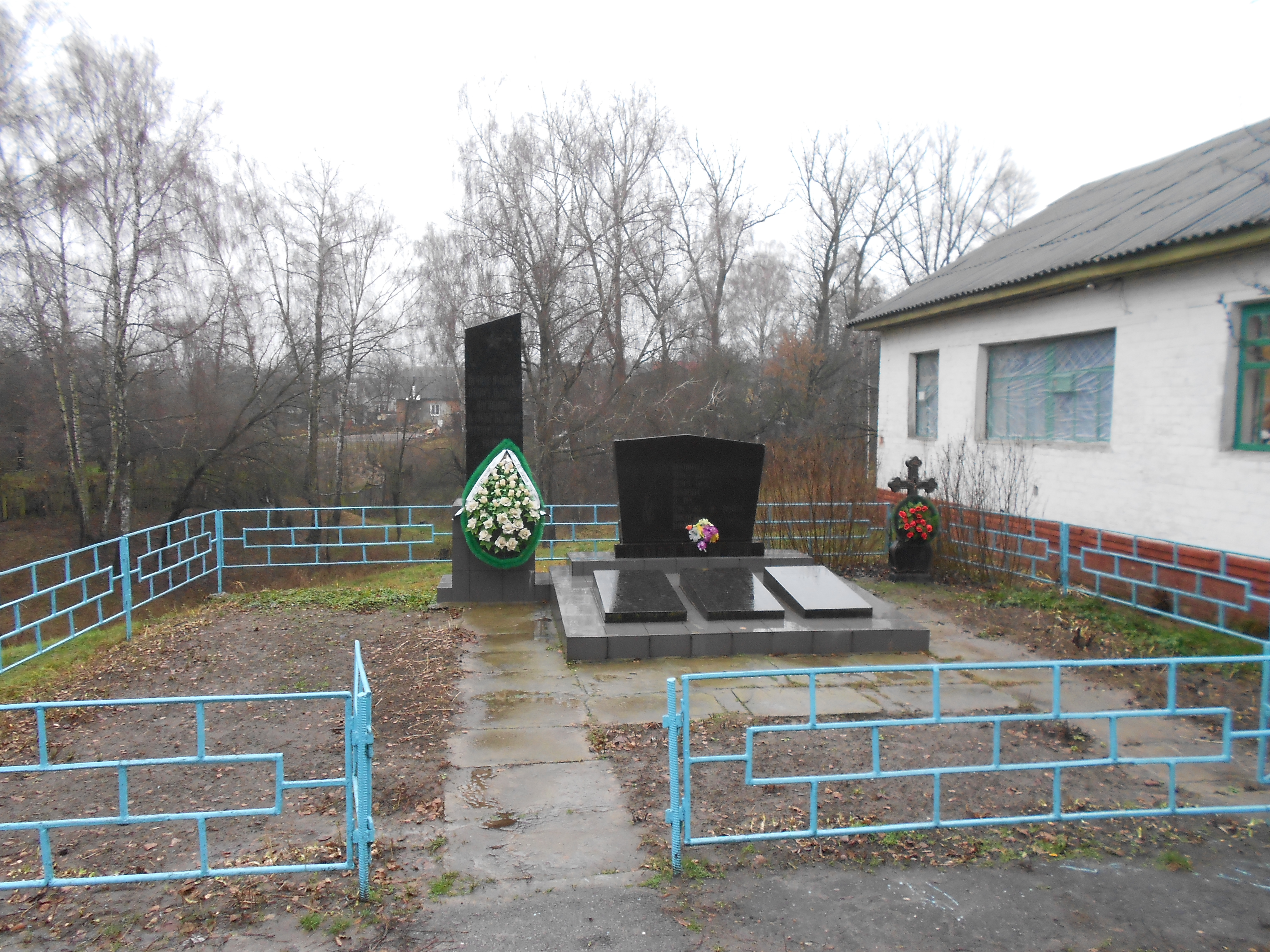